# Condado de Williamsburg (Carolina del Sur)
El condado de Williamsburg (en inglés, Williamsburg County, South Carolina) , fundado en 1871, es un condado de Carolina del Sur, Estados Unidos. Según el censo de 2020, tiene una población de 31 026 habitantes.
La sede del condado es Kingstree.

## Geografía
Según la Oficina del Censo, el condado tiene un área total de 2427 km², de la cual 2419 km² es tierra y 8 km² es agua.

### Condados adyacentes
- Condado de Florence norte
- Condado de Marion noreste
- Condado de Georgetown este
- Condado de Berkeley sur
- Condado de Clarendpn oeste

## Demografía
En el 2000 la renta per cápita promedio del condado era de $24 214 y el ingreso promedio para una familia era de $30 379. El ingreso per cápita para el condado era de $12 794. En 2000 los hombres tenían un ingreso per cápita de $26 680 contra $18 202 para las mujeres. Alrededor del 27,90% de la población estaba bajo el umbral de pobreza nacional.
Según la estimación 2015-2019 de la Oficina del Censo, la renta per cápita promedio del condado es de $32 485 y el ingreso promedio para una familia es de $47 007 El 26,4% de la población está en situación de pobreza.

## Lugares

### Pueblos
- Andrews
- Greeleyville
- Hemingway
- Kingstree
- Lane
- Stuckey

### Comunidades no Incorporadas
- Cades
- Gourdin
- Hebron
- Indiantown
- Nesmith
- Outland
- Rhems
- Salters
- Trio